# La Maîtresse et la Servante au seau
La Maîtresse et la Servante au seau est une œuvre de Pieter de Hooch composée vers 1660 et conservée au musée de l'Ermitage de Saint-Pétersbourg.
La scène représente une maîtresse assise dans une cour de Delft avec sa servante à sa gauche de profil tenant un seau. Cette scène de genre fut peinte dans la seconde période du peintre à Delft (1655-1662). Le rendu parfait du contraste, les tonalités de rouge et de noir et la précision de la construction de l'espace en font une grande œuvre du peintre. Certains[Qui ?] admettent que la femme de Pieter de Hooch a servi de modèle à la servante.
Ce tableau a été acheté au mont-de-piété de Paris en 1808 par l'antiquaire Lafontaine qui l'a vendu au musée de l'Ermitage en 1810.

## Expositions
- 1906, La Haye, Mauritshuis
- 1906, Paris, musée de l'Orangerie, Dans la lumière de Vermeer